# Zerubia
Zerubia (in francese Zérubia, in corso Zirubia) è un comune francese di 34 abitanti situato nel dipartimento della Corsica del Sud nella regione della Corsica.

## Società

### Evoluzione demografica
Abitanti censiti

## Curiosità
Poco fuori da Zerubia vi è posta una lapide a forma di Corsica in memoria del rallista Attilio Bettega scomparso proprio su quella prova il 2 maggio 1985 schiantandosi contro un albero con la sua Lancia 037. La lapide è meta di molti fan del mondo rallistico lasciando fiori, targhe e piccoli oggetti per rendere omaggio al pilota scomparso.